# 皮坎普安特 (阿肯色州)
皮坎普安特（英語：Pecan Point）是位於美國阿肯色州密西西比縣的一個非建制地區。該地的面積和人口皆未知。

## 地理
皮坎普安特的座標為35°28′39″N 90°02′21″W / 35.47750°N 90.03917°W，而該地的平均海拔高度為72米（即236英尺）。